# RAC Tourist Trophy 2008
Navigation
Édition précédente
Le RAC Tourist Trophy 2008, disputé le 20 avril 2008 sur le circuit de Silverstone, est la première manche du championnat FIA GT 2008.

## Course

### Classement de la course
| Pos.   | Catégorie | N°  | Écurie                                 | Pilotes                                | Châssis                     | Pneus | Tours/Abandon |
| Pos.   | Catégorie | N°  | Écurie                                 | Pilotes                                | Moteur                      | Pneus | Tours/Abandon |
| ------ | --------- | --- | -------------------------------------- | -------------------------------------- | --------------------------- | ----- | ------------- |
| 1      | GT1       | 33  | Jetalliance Racing                     | Karl Wendlinger Ryan Sharp             | Aston Martin DBR9           | M     | 59            |
| 1      | GT1       | 33  | Jetalliance Racing                     | Karl Wendlinger Ryan Sharp             | Aston Martin 6.0 L V12      | M     | 59            |
| 2      | GT1       | 1   | Vitaphone Racing Team                  | Michael Bartels Andrea Bertolini       | Maserati MC12 GT1           | M     | 59            |
| 2      | GT1       | 1   | Vitaphone Racing Team                  | Michael Bartels Andrea Bertolini       | Maserati 6.0 L V12          | M     | 59            |
| 3      | GT1       | 10  | Gigawave Motorsport                    | Philipp Peter Allan Simonsen           | Aston Martin DBR9           | M     | 59            |
| 3      | GT1       | 10  | Gigawave Motorsport                    | Philipp Peter Allan Simonsen           | Aston Martin 6.0 L V12      | M     | 59            |
| 4      | GT1       | 3   | Selleslagh Racing Team                 | Christophe Bouchut Xavier Maassen      | Chevrolet Corvette C6.R     | M     | 59            |
| 4      | GT1       | 3   | Selleslagh Racing Team                 | Christophe Bouchut Xavier Maassen      | Chevrolet LS7R 7.0 L V8     | M     | 59            |
| 5      | GT1       | 6   | Phoenix Carsport Racing                | Mike Hezemans Fabrizio Gollin          | Chevrolet Corvette C6.R     | M     | 59            |
| 5      | GT1       | 6   | Phoenix Carsport Racing                | Mike Hezemans Fabrizio Gollin          | Chevrolet LS7R 7.0 L V8     | M     | 59            |
| 6      | GT1       | 36  | Jetalliance Racing                     | Lukas Lichtner-Hoyer Alex Müller       | Aston Martin DBR9           | M     | 59            |
| 6      | GT1       | 36  | Jetalliance Racing                     | Lukas Lichtner-Hoyer Alex Müller       | Aston Martin 6.0 L V12      | M     | 59            |
| 7      | GT1       | 2   | Vitaphone Racing Team                  | Miguel Ramos Alexandre Negrão          | Maserati MC12 GT1           | M     | 59            |
| 7      | GT1       | 2   | Vitaphone Racing Team                  | Miguel Ramos Alexandre Negrão          | Maserati 6.0 L V12          | M     | 59            |
| 8      | GT1       | 5   | Phoenix Carsport Racing                | Jean-Denis Delétraz Marcel Fässler     | Chevrolet Corvette C6.R     | M     | 59            |
| 8      | GT1       | 5   | Phoenix Carsport Racing                | Jean-Denis Delétraz Marcel Fässler     | Chevrolet LS7R 7.0 L V8     | M     | 59            |
| 9      | GT1       | 7   | Larbre Compétition                     | Vincent Vosse Gregory Franchi          | Saleen S7-R                 | M     | 58            |
| 9      | GT1       | 7   | Larbre Compétition                     | Vincent Vosse Gregory Franchi          | Ford 7.0 L V8               | M     | 58            |
| 10     | GT1       | 8   | IPB Spartak Racing Reiter Engineering  | Roman Rusinov Peter Kox                | Lamborghini Murciélago R-GT | M     | 58            |
| 10     | GT1       | 8   | IPB Spartak Racing Reiter Engineering  | Roman Rusinov Peter Kox                | Lamborghini L535 6.0 L V12  | M     | 58            |
| 11     | GT2       | 50  | AF Corse                               | Gianmaria Bruni Toni Vilander          | Ferrari F430 GT2            | M     | 58            |
| 11     | GT2       | 50  | AF Corse                               | Gianmaria Bruni Toni Vilander          | Ferrari 4.0 L V8            | M     | 58            |
| 12     | GT2       | 56  | CR Scuderia Racing                     | Andrew Kirkaldy Rob Bell               | Ferrari F430 GT2            | M     | 57            |
| 12     | GT2       | 56  | CR Scuderia Racing                     | Andrew Kirkaldy Rob Bell               | Ferrari 4.0 L V8            | M     | 57            |
| 13     | GT1       | 13  | RBImmo Racing Konrad Motorsport        | Jos Menten Andrea Piccini              | Saleen S7-R                 | P     | 57            |
| 13     | GT1       | 13  | RBImmo Racing Konrad Motorsport        | Jos Menten Andrea Piccini              | Ford 7.0 L V8               | P     | 57            |
| 14     | GT2       | 77  | BMS Scuderia Italia                    | Paolo Ruberti Matteo Malucelli         | Ferrari F430 GT2            | P     | 57            |
| 14     | GT2       | 77  | BMS Scuderia Italia                    | Paolo Ruberti Matteo Malucelli         | Ferrari 4.0 L V8            | P     | 57            |
| 15     | GT2       | 51  | AF Corse                               | Thomas Biagi Christian Montanari       | Ferrari F430 GT2            | M     | 57            |
| 15     | GT2       | 51  | AF Corse                               | Thomas Biagi Christian Montanari       | Ferrari 4.0 L V8            | M     | 57            |
| 16     | GT1       | 4   | Peka Racing                            | Anthony Kumpen Bert Longin             | Saleen S7-R                 | P     | 57            |
| 16     | GT1       | 4   | Peka Racing                            | Anthony Kumpen Bert Longin             | Ford 7.0 L V8               | P     | 57            |
| 17     | GT2       | 55  | CR Scuderia Racing                     | Chris Niarchos Tim Mullen              | Ferrari F430 GT2            | M     | 57            |
| 17     | GT2       | 55  | CR Scuderia Racing                     | Chris Niarchos Tim Mullen              | Ferrari 4.0 L V8            | M     | 57            |
| 18     | GT2       | 60  | Prospeed Competition                   | Markus Palttala Mikael Forsten         | Porsche 997 GT3-RSR         | M     | 56            |
| 18     | GT2       | 60  | Prospeed Competition                   | Markus Palttala Mikael Forsten         | Porsche 3.8 L Flat-6        | M     | 56            |
| 19     | GT2       | 78  | BMS Scuderia Italia                    | Joël Camathias Davide Rigon            | Ferrari F430 GT2            | P     | 56            |
| 19     | GT2       | 78  | BMS Scuderia Italia                    | Joël Camathias Davide Rigon            | Ferrari 4.0 L V8            | P     | 56            |
| 20     | GT1       | 37  | Escuderia ACA Argentina                | Gastón Mazzacane Esteban Tuero         | Ferrari 550-GTS Maranello   | M     | 56            |
| 20     | GT1       | 37  | Escuderia ACA Argentina                | Gastón Mazzacane Esteban Tuero         | Ferrari 5.9 L V12           | M     | 56            |
| 21     | GT2       | 57  | Kessel Racing                          | Henri Moser Fabrizio del Monte         | Ferrari F430 GT2            | M     | 56            |
| 21     | GT2       | 57  | Kessel Racing                          | Henri Moser Fabrizio del Monte         | Ferrari 4.0 L V8            | M     | 56            |
| 22     | GT2       | 95  | Advanced Engineering PeCom Racing Team | Matías Russo Luís Pérez Companc        | Ferrari F430 GT2            | M     | 56            |
| 22     | GT2       | 95  | Advanced Engineering PeCom Racing Team | Matías Russo Luís Pérez Companc        | Ferrari 4.0 L V8            | M     | 56            |
| 23     | GT2       | 62  | Scuderia Ecosse                        | Jamie Davies Fabio Babini              | Ferrari F430 GT2            | P     | 56            |
| 23     | GT2       | 62  | Scuderia Ecosse                        | Jamie Davies Fabio Babini              | Ferrari 4.0 L V8            | P     | 56            |
| 24     | GT1 C     | 12  | AT Racing Renauer Motorsport Team      | Alexander Talkanitsa Wolfgang Kaufmann | Chevrolet Corvette C5-R     | M     | 55            |
| 24     | GT1 C     | 12  | AT Racing Renauer Motorsport Team      | Alexander Talkanitsa Wolfgang Kaufmann | Chevrolet LS7R 7.0 L V8     | M     | 55            |
| 25     | GT1       | 15  | JMB Racing                             | Peter Kutemann Ben Aucott              | Maserati MC12 GT1           | M     | 54            |
| 25     | GT1       | 15  | JMB Racing                             | Peter Kutemann Ben Aucott              | Maserati 6.0 L V12          | M     | 54            |
| 26     | GT2       | 59  | Trackspeed Racing                      | Richard Williams David Ashburn         | Porsche 997 GT3-RSR         | P     | 54            |
| 26     | GT2       | 59  | Trackspeed Racing                      | Richard Williams David Ashburn         | Porsche 3.8 L Flat-6        | P     | 54            |
| 27     | G2        | 104 | Go To One Racing Charouz Racing System | Štepán Vojtech Kenneth Heyer           | Mosler MT900R               | M     | 52            |
| 27     | G2        | 104 | Go To One Racing Charouz Racing System | Štepán Vojtech Kenneth Heyer           | Chevrolet LS7 7.0 L V8      | M     | 52            |
| 28     | G2        | 103 | Go To One Racing Charouz Racing System | Aleš Jirásek Adam Lacko                | Mosler MT900R               | M     | 52            |
| 28     | G2        | 103 | Go To One Racing Charouz Racing System | Aleš Jirásek Adam Lacko                | Chevrolet LS7 7.0 L V8      | M     | 52            |
| 29     | G2 C      | 111 | Autoracing Club Bratislava             | Miroslav Konôpka Sean Edwards          | Saleen S7-R                 | M     | 52            |
| 29     | G2 C      | 111 | Autoracing Club Bratislava             | Miroslav Konôpka Sean Edwards          | Ford 7.0 L V8               | M     | 52            |
| 30 DNF | G2        | 101 | Belgian Racing                         | Bas Leinders Renaud Kuppens            | Gillet Vertigo Streiff      | P     | 28            |
| 30 DNF | G2        | 101 | Belgian Racing                         | Bas Leinders Renaud Kuppens            | Maserati 4.2 L V8           | P     | 28            |
| DSQ    | GT2       | 61  | Prospeed Competition                   | Emmanuel Collard Richard Westbrook     | Porsche 997 GT3-RSR         | M     | 57            |
| DSQ    | GT2       | 61  | Prospeed Competition                   | Emmanuel Collard Richard Westbrook     | Porsche 3.8 L Flat-6        | M     | 57            |